# Wilhelm Joest
Pour les articles homonymes, voir Joest.
Wilhelm Joest (Cologne, 15 mars 1852-Îles Banks, 25 novembre 1897) est un naturaliste et explorateur allemand.

## Biographie
Né dans une riche famille commerçante, Wilhelm Joest étudie à Heidelberg et à Bonn où il devient membre du Corps Guestphalia Heidelberg (de) (1872) et du Corps Guestphalia Bonn (1875), et voyage dès 1874 en Afrique du Nord. Il effectue ensuite, de 1876 à 1879, une immense randonnée du Canada jusqu'en Argentine pendant laquelle il collecte de nombreux spécimens.
En 1879, il voyage à Ceylan, traverse l'Inde, atteint l'Himalaya où il assiste à la guerre britannique d'Afghanistan. Il visite ensuite la Birmanie puis Siam, Bornéo, le Cambodge et les Philippines. Depuis Pékin, il gagne le Japon puis la Mongolie et, en 1881, entame son voyage de retour vers l'Europe en traversant la Sibérie.
En 1883, à partir de Madère, il fait tout le tour des côtes africaines et explore l'Afrique du Sud. Après avoir résidé à Berlin, il repart en 1896 pour le Svalbard avec Wilhelm Bade (de). Il rencontre alors Salomon August Andrée à Danskøya, celui-ci y attendant un moment propice pour son voyage en ballon vers le pôle.
Parti en exploration du Pacifique Sud, il meurt de la leishmaniose lors d'une expédition à Vanuatu.
Ayant légué par testament sa vaste collection ethnographique à sa sœur, celle-ci en fait don à la ville de Cologne en 1899. Ses importantes collections ont permis de fonder le Musée de Rautenstrauch-Joest à Cologne en 1901.

## Œuvres
- Aus Japan nach Deutschland durch Siberien (1882)
- Das Holontalo, ein Beitrag zur Kenntnis der Sprachen von Celebes (1884)
- Um Afrika (1885)